# Ipatovói járás

Az Ipatovói járás a Sztavropoli határterületen

Az Ipatovói járás (oroszul Ипатовский муниципальный район) Oroszország egyik járása a Sztavropoli határterületen. Székhelye Ipatovo.

## Népesség
- 1989-ben 64 725 lakosa volt.
- 2002-ben 69 268 lakosa volt.
- 2010-ben 62 751 lakosa volt, melyből 55 030 orosz, 1 593 türkmén, 1 457 tatár, 734 cigány, 495 ukrán, 402 dargin, 305 avar, 305 tabaszaran, 283 örmény, 204 azeri, 166 koreai, 165 nogaj, 164 fehérorosz, 147 lezg, 132 agul, 112 csecsen, 101 moldáv, 96 német, 56 tadzsik, 46 oszét, 40 karacsáj, 40 lak, 33 grúz, 26 mordvin, 25 kumik, 25 udmurt stb.